# 捷克众议院
捷克共和国议会众议院（捷克語：Poslanecká sněmovna Parlamentu České republiky）是捷克两院制议会的下议院，地址位于布拉格小城。议院由200个议席组成，议员根据名單比例代表制选举产生，每届任期四年。众议院是立法的主要机关。
根據《捷克憲法》，捷克總理人選先由捷克總統提名，再由總理提名內閣，新總理與內閣的人事權需在1個月內通過眾議院信任投票，若總統首次任命的總理與內閣人事案未通過信任投票，總統將再重提人選，若仍未通過信任投票，總統應提名由眾議院議長建議的總理人選來作出第三次信任投票，若是由此進行的第三次信任投票仍未通過，總統可解散眾議院。眾議院解散後，必須在60天內舉行新的選舉。在任期屆滿前的三個月內不得解散眾議院。一旦總統出現懸缺或無法履行職責，職務將由總理與眾議院議長各自代理相關職權。

## 現況
現時的眾議院席次是由2021年捷克立法選舉而組成，由公民民主黨、基督教民主聯盟－捷克斯洛伐克人民黨與TOP 09組成的中間偏右聯盟「一起」取得71席、原執政黨「是的2011」取得72席、由捷克海盜黨與市長和獨立人士組成的「海盜和市長」聯盟取得37席；2021年10月10日，「一起」與「海盜和市長」共五位黨主席宣布合作組成108席達到席次過半的聯合政府並推舉公民民主黨黨主席彼得·費亞拉成為捷克總理人選，後由現任總統米洛什·泽曼任命與多數眾議員同意而正式就任。